# Circuito del Savio
Il Circuito del Savio è stata una competizione automobilistica stradale disputata in Italia  tra il 1923 e il 1927. Il nome della gara derivava dal doppio attraversamento del fiume Savio.

## Storia
La prima edizione della manifestazione fu disputata il 17 giugno 1923. La partenza e l'arrivo erano posti di fronte alla basilica di Sant'Apollinare in Classe a Ravenna, il tracciato originale, di circa 44,6 km da percorrere 6 volte, fu modificato nel 1924 a 14,385 km con 25 giri elevando la distanza dai 267,6 Km della prima edizione ai 359,625 Km delle successive. A questo evento sportivo di rilevanza nazionale, che si chiuse dopo cinque edizioni, parteciparono i più grandi piloti di quel periodo.
  

Le prime due edizioni della gara furono vinte da Enzo Ferrari su Alfa Romeo RL. 

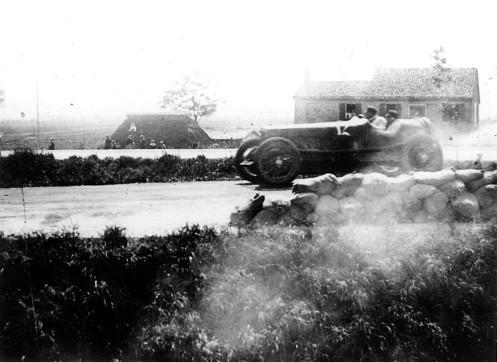
Emilio Materassi verso la vittoria al Circuito del Savio il 21 maggio 1925

## Albo d'oro
- Enzo Ferrari (1923)
- Enzo Ferrari (1924)
- Emilio Materassi (1925)
- Gastone Brilli-Peri (1926)[8]
- Gaspare Bona (1927)